# Misako Kanō
Misako Kanō (jap. 加納 美佐子, Kanō Misako; * in der Präfektur Yamaguchi) ist eine japanische Jazzpianistin.

## Leben und Wirken
Kano begann mit fünf Jahren Klavier zu spielen. Sie studierte ab Mitte der 1980er-Jahre bis 1990 klassisches und Jazz-Piano an verschiedenen Universitäten in Japan und den Vereinigten Staaten. In den 1990er-Jahren lebte sie in New York, wo sie 1992 als Hauspianistin im Cotton Club arbeitete und zwei Alben unter eigenem Namen einspielte; in ihrer Band spielte u. a. Thomas Chapin. Ferner wirkte sie bei Aufnahmen von Ted Curson (Travelling On, 1996) und Gary Lucas (Busy Being Born, 1998) mit und arbeitete mit Ray Drummond, Fred Hopkins und Gerry Hemingway. Ende des Jahrzehnts lebte sie in Tokyo; 1999 legte sie das Album 3 Purple Circles mit Dave Liebman, Mark Helias und Stomu Takeishi vor. Im Bereich des Jazz war sie von 1986 bis 1999 an fünf Aufnahmesessions beteiligt.

## Diskographische Hinweise
- Watch Out (Knitting Factory Works, 1998), mit Kiyoto Fujiwara, Matt Wilson, Thomas Chapin
- Breakthrew (Jazz Focus Records, 1996), mit Thomas Chapin, Ron McClure, Jeff Williams